# Галашино (Пермский край)
Галашино — деревня в Берёзовском районе Пермского края. Входит в состав Кляповского сельского поселения.

## Географическое положение
Деревня расположена к востоку от райцентра, села Берёзовка.

## Население
| 2010 |
| ---- |
| 13   |

## Топографические карты
- Лист карты O-40-91 Усть-кишерть. Масштаб: 1 : 100 000. Состояние местности на 1980 год. Издание 1987 г.